# Anton Thumann
Anton Thumann (ur. 31 października 1912 w Pfaffenhofen an der Ilm, zm. 8 października 1946 w Hameln) – zbrodniarz hitlerowski, członek załogi obozów koncentracyjnych Gross-Rosen, Majdanek i Neuengamme oraz SS-Obersturmführer.

## Życiorys
Z zawodu był stolarzem, lecz po zakończeniu edukacji pozostawał bezrobotny. Należał do NSDAP od roku 1933 i SS od roku 1932. Od 1933 roku należał on do załogi wartowniczej w Dachau, pełniąc tam też funkcję Blockführera. W latach 1940–1943 pełnił służbę w Gross-Rosen jako kierownik obozu (Schutzhaftlagerführer). Następnie od lutego 1943 do maja 1944 Thumann był kierownikiem więźniarskiej części obozu (Schutzhaftlagerführer) w obozie Majdanek. Od lipca 1944 do maja 1945 pełnił taką samą funkcję w obozie Neuengamme (KL). Na Majdanku bezpośrednio odpowiadał za proces eksterminacji Żydów w komorach gazowych. Oprócz tego we wszystkich obozach, w których pełnił służbę, wykazywał się brutalnością i okrucieństwem. Wielokrotnie osobiście dokonywał egzekucji, torturował czy w inny sposób maltretował więźniów.
Joanna Lamparska opisała w książce Lekarze od zabijania. Medyczna gwardia Hitlera, że w KL Gross-Rosen Anton Thumann urządził w rewirze „pokoik dla konających”, w którym polewano wodą konających więźniów.

## Po wojnie
Po wojnie schwytany przez aliantów, zasiadł na ławie oskarżonych w procesie załogi Neuengamme w Hamburgu przed brytyjskim Trybunałem Wojskowym (1946). Odpowiadał jedynie za zbrodnie popełnione w Neuengamme (KL). Trybunał wydał na Thumanna wyrok śmierci, który został wykonany przez powieszenie w październiku 1946 w więzieniu Hameln. Za swoje zbrodnie popełnione w Gross-Rosen i Majdanku nie był sądzony.